# Communauté de communes du Haut Val-d'Oise
La communauté de communes du Haut Val-d'Oise est une communauté de communes française, située dans le département du Val-d'Oise et la région Île-de-France.

## Historique
La communauté de communes, créée le 25 octobre 2004, comprenait initialement six communes. 
La commune de Ronquerolles rejoint la CCHVO en 2008, et Champagne-sur-Oise, initialement membre de la communauté de communes de la Vallée de l'Oise et des Trois Forêts, le 1er janvier 2012.
Le 1er janvier 2017, la commune de Noisy-sur-Oise, issue de la communauté de communes Carnelle - Pays de France, rejoint la CC du Haut Val-d'Oise en application du schéma départemental de coopération intercommunale arrêté le 30 mars 2016.

## Le territoire communautaire

### Composition
La communauté de communes est composée des 9 communes suivantes :

| Nom                       | Code Insee | Gentilé       | Superficie (km2) | Population (dernière pop. légale) | Densité (hab./km2) |
| ------------------------- | ---------- | ------------- | ---------------- | --------------------------------- | ------------------ |
| Beaumont-sur-Oise (siège) | 95052      | Beaumontois   | 5,6              | 9 931 (2022)                      | 1 773              |
| Bernes-sur-Oise           | 95058      | Bernois       | 5,45             | 2 703 (2022)                      | 496                |
| Bruyères-sur-Oise         | 95116      | Briolins      | 8,91             | 4 907 (2022)                      | 551                |
| Champagne-sur-Oise        | 95134      | Champenois    | 9,45             | 5 022 (2022)                      | 531                |
| Mours                     | 95436      | Moursiens     | 2,45             | 1 680 (2022)                      | 686                |
| Nointel                   | 95452      | Nointellois   | 3,2              | 887 (2022)                        | 277                |
| Noisy-sur-Oise            | 95456      | Noiséens      | 3,79             | 582 (2022)                        | 154                |
| Persan                    | 95487      | Persanais     | 5,14             | 14 348 (2022)                     | 2 791              |
| Ronquerolles              | 95529      | Ronquerollais | 4,74             | 890 (2022)                        | 188                |

## Démographie
| 1968   | 1975   | 1982   | 1990   | 1999   | 2010   | 2015   | 2021   |
| ------ | ------ | ------ | ------ | ------ | ------ | ------ | ------ |
| 19 930 | 24 871 | 27 093 | 31 686 | 31 128 | 33 918 | 37 957 | 39 726 |

## Fonctionnement

### Siège
Le siège de la communauté de communes est situé en mairie de Beaumont-sur-OIse et ses bureaux au 16, rue Nationale, également  à Beaumont-sur-Oise.

### Élus
La communauté de communes est administrée par son conseil communautaire, composé, pour la mandature 2020-2026, de 37 conseillers communautaires, qui sont des conseillers municipaux  représentant chaque commune membre et répartis de la manière suivante en fonction de la population des communes : 

- 13 délégués pour Persan ;

- 9 délégués pour Beaumont-sur-Oise ;

- 5 délégués pour Champagne sur Oise ;

- 4 délégués pour Bruyères-sur-Oise ;

- 2 délégués pour Bernes ;

- 1 délégué ou son suppléant pour les autres communes : Mours, Ronquerolles, Nointel et Noisy-sur-Oise.
À la suite des élections municipales de 2020 dans le Val-d'Oise, le conseil communautaire restructuré réuni le 17 juillet 2020 a réélu sa présidente, Catherine Borgne, maire de Noisy-sur-Oise, ainsi que ses 8 vice-présidents, qui sont, : 
1. Joël Bouchez, maire de Mours, délégué aux finances et à la défense et à la protection de l’espace ;
2. Martine Legrand, maire de Nointel, déléguée à la santé et aux affaires sociales maire de Nointel ;
3. Jean-Michel AParicio, maire de Beaumont-sur-Oise, délégué au logement et au cadre de vie ;
4. Stéphane Carteado, maire de Champagne-sur-Oise, délégué à l’économie locale et à la communication  ;
5. Alain Kasse, maire de Perssan, délégué à la sécurité et aux services publics ;
6. Olivier Anty, maire de Bernes-sur-Oise, délégué au numérique et au développement durable ;
7. Jean-Marie Duhamel, maire de Ronquerolles, délégué à la mobilité, à l’accessibilité et à la voirie ;
8. Alain Garbe, maire de Bruyères-sur-Oise, délégué à l’urbanisme et aux équipements à rayonnement communautaire.

Ainsi, l'ensemble des maires des communes membres constituent le bureau de l'intercommunalité pour la mandature 2020-2026.

### Liste des présidents
| Période      | Période                       | Identité         | Étiquette   | Qualité |
| ------------ | ----------------------------- | ---------------- | ----------- | --- |
| 2005         | 2012                          | René Barbier     |             | Maire de Bruyères-sur-Oise (2001 → 2012) Démissionnaire |
| juillet 2012 | 2014                          | Yves Ollivier    |             | Maire de Bernes-sur-Oise (2002 → 2014) |
| avril 2014   | octobre 2017                  | Arnaud Bazin     | DVD puis LR | Vétérinaire Maire de Persan (1995 → 2011) Conseiller général de Beaumont-sur-Oise (2004→ 2015) Conseiller départemental de L'Isle-Adam (2015 → ) Président du conseil général puis départemental du Val-d'Oise (2011 → 2017) Sénateur du Val-d'Oise (2017 → ) Démissionnaire à la suite de son élection comme sénateur |
| octobre 2017 | En cours (au 27 juillet 2020) | Catherine Borgne | SE          | Maire de Noisy-sur-Oise (2008 → ) Réélue pour le mandat 2020-2026 |

### Compétences
L'intercommunalité exerce des compétences qui lui ont été transférées par les communes membres, dans les conditions fixées par le code général des collectivités territoriales.
Il s'agit de : 
- Développement économique ;
- Aménagement du territoire ;
- Protection et la mise en valeur de l’environnement ;
- Politique du logement et du cadre de vie ;
- Action sociale d’intérêt communautaire ;
- Construction, l’entretien et le fonctionnement d’équipements culturels, sportifs  d’intérêt communautaire[2].

### Budget et fiscalité
La communauté de communes est un établissement public de coopération intercommunale à fiscalité propre.
Afin de financer l'exercice de ses compétences, l'intercommunalité était autrefois financée par une fiscalité additionnelle aux impôts locaux des communes, sans FPZ (fiscalité professionnelle de zone) et sans FPE (fiscalité professionnelle sur les éoliennes). 
À compter de 2017, l'intercommunalité perçoit la fiscalité professionnelle unique (FPU) – qui a succédé à la taxe professionnelle unique (TPU) – et assure une péréquation de ressources entre les communes résidentielles et celles dotées de zones d'activité.
Elle bénéficie également d'une bonification de  la dotation globale de fonctionnement .
L'intercommunalité ne verse pas de dotation de solidarité communautaire (DSC) à ses communes membres.

## Projets et réalisations
Conformément aux dispositions légales, une communauté de communes a pour objet d'associer des « communes au sein d'un espace de solidarité, en vue de l'élaboration d'un projet commun de développement et d'aménagement de l'espace ».